# Колумбийско-южнокорейские отношения
Колумбийско-южнокорейские отношения — двусторонние дипломатические отношения между Колумбией и Республикой Корея. Страны являются членами ООН и ВТО. Несмотря на то, что колумбийские войска прибыли в Корею в 1951 году в составе миротворческих сил ООН, прямые дипломатические отношения были установлены 10 марта 1962 года.

## Общая характеристика стран
|                                | Колумбия                            | Республика Корея              |
| ------------------------------ | ----------------------------------- | ----------------------------- |
| Площадь, км²                   | 1 141 748                           | 97 520                        |
| Население, чел.                | 51 332 424                          | 51 780 000                    |
| Государственное устройство     | президентская республика            | президентская республика      |
| Официальные языки              | испанский (английский и креольский) | корейский, корейский жестовый |
| Объём ВВП (ППС), $ млрд        | 271                                 | 1631                          |
| ВВП на душу населения (ППС), $ | 7228                                | 28361                         |
| Военные расходы, $ млрд        | 9,2                                 | 41,3                          |
| Численность вооружённых сил    | 466 713                             | 3 699 000                     |
| ИЧРН (2019)                    | 0.595                               | 0.815                         |

## Дипломатические отношения

### Корейская война
Во время Корейской войны Колумбия была единственной латиноамериканской страной, активно участвовавшей в миротворческих силах ООН, имея сухопутные войска и единственный фрегат «Альмиранте». Первые колумбийские солдаты прибыли в Корею 8 мая 1951 года, а последние покинули страну 11 октября 1954 года. Всего в боевых действиях участвовало 5100 солдат, 476 солдат были ранены, погибли около 131 солдата. Командующим войсками был генерал Альберто Руис Новоа.

### Послевоенное время

#### 1962 год
10 марта 1962 года были установлены прямые дипломатические отношения между Колумбией и Южной Кореей.

#### 1971 год
В 1971 году Колумбия и Южная Корея открыли свои дипломатические представительства в обеих странах.

#### 1975 год
В 1975 году Колумбия и Республика Корея подписали соглашение о культурном сотрудничестве между странами.

#### 1981 год
25 декабря 1981 года страны подписали соглашение о безвизовом режиме.

#### 1982 год
5 февраля 1982 года колумбийская и южнокорейская стороны подписали соглашение о научно-техническом сотрудничестве.

### Настоящее время

#### 2008 год
3 октября 2008 года страны подписали соглашение о создании программы волонтёров-экспертов.

#### 2010 год

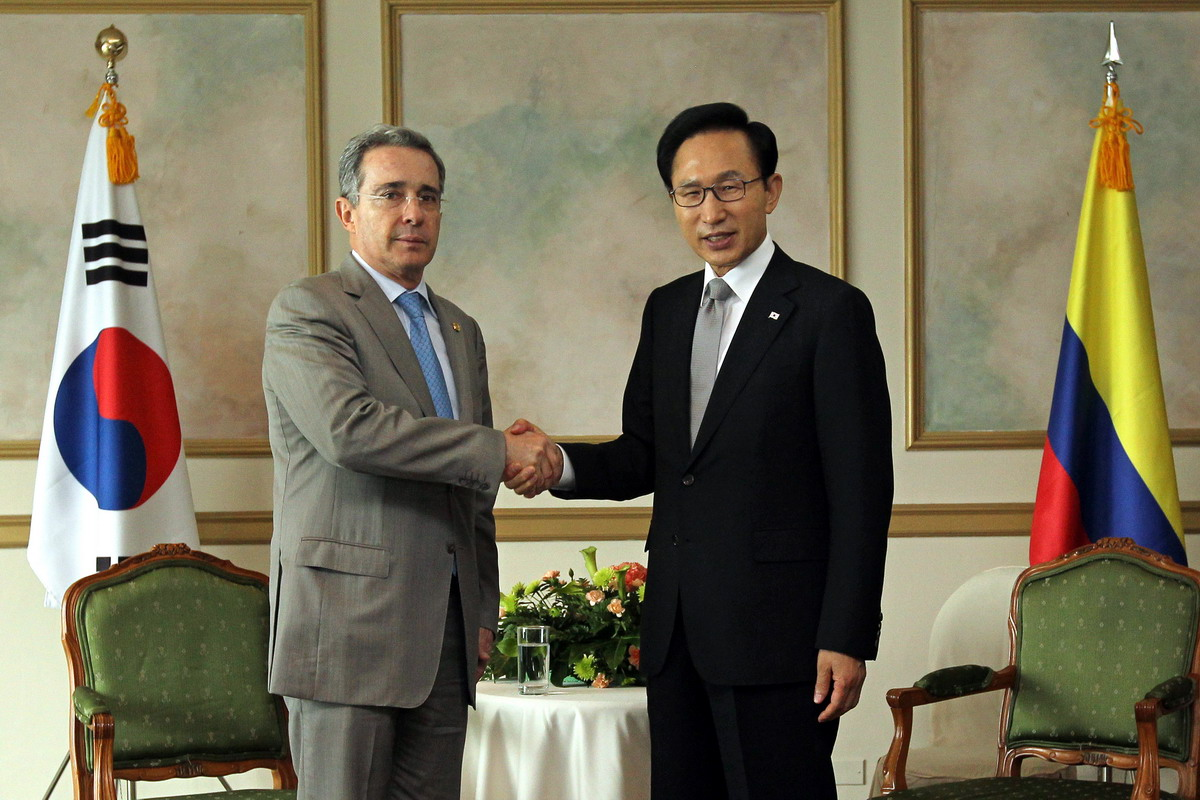
Президент Колумбии Альваро Урибе Велес (слева) и президент Республики Корея Ли Мён Бак справа, Панама, 30 июня 2010 года

25 ноября 2010 года колумбийское правительство выступило с «осуждением» в связи с нападением КНДР на южнокорейский остров, а также выразило солидарность Республике Корея.

#### 2011 год
В 2011 году, в период инаугурации президента Бразилии состоялась встреча президента Колумбии и премьер-министра Южной Кореи. Страны обсудили присоединение Колумбии к Азиатско-Тихоокеанскому экономическому форуму и подтвердили свою заинтересованность в завершении переговоров о ЗСТ в первой половине 2011 года. После чего, Вице-министр экономики знаний Южной Кореи посетил Колумбию 28 и 29 апреля 2011 года. В период его визита был торжественно открыт «Второй совместный комитет по сотрудничеству в области нефти и минеральных ресурсов» и подписан «Меморандум о взаимопонимании между „Корейским институтом управления нефтью“ и „Министерством горнорудной промышленности и энергетики Колумбии“». А в июне того же года, южнокорейскую столицу посетила заместитель министра стратегии и планирования Министерства обороны Колумбии. В ходе своего визита в Южную Корею она встретилась со своим южнокорейским коллегой и подписала двустороннее соглашение о защите секретной военной информации.

#### 2012 год
23 июня 2012 года во время своего визита в колумбийскую столицу южнокорейский президент провёл встречу с колумбийскими ветеранами «Корейской войны». Ветераны рассказали о своём военном опыте, в свою очередь президент Южной Кореи Ли Мён Бак заявил, что «сегодняшняя Южная Корея существует, потому что вы боролись, чтобы защитить обширную нацию на востоке которую вы толком даже не знали» и поблагодарил ветеранов «от имени всего южнокорейского народа».

#### 2013 год
21 февраля в Сеуле министр торговли Республики Корея Барк Тхэ Хо и министр торговли, промышленности и туризма Колумбии Серхио Диас-Гранадос подписали соглашение о свободной торговле между Республикой Кореей и Колумбией. В августе 2013 года Южная Корея подарила Колумбии выведенный из состава своего флота корвет «Анян» класса «Донхэ».

#### 2014 год
11 мая 2014 года колумбийский посол Тито Саул Пинилья предсказал, что с колумбийской стороны подписание договора «станет благом, для колумбийских фермеров, малых и средних бизнесов». Посол также намекнул, на то что «реализация соглашения о свободной торговле между странами станет важным событием в двусторонних отношениях Колумбии и Южной Кореи, поскольку стмираны станут экономическими партнёрами». 4 августа 2014 года правительство Республики Корея решило направить представителя правящей партии «Свободная Корея» в качестве специального посланника на церемонию инаугурации президента Колумбии Хуана Мануэля Сантоса Кальдерона.

#### 2015 год
7 января 2015 года глава МИД Республики Корея Юн Бён Се встретился с главой МИД Колумбии Марией Анжелой Ольгин, стороны обсудили пути развития предметного сотрудничества. В марте 2015 года в рамках трёхдневного визита министра обороны Колумбии Хуана Карлоса Пинзона в Сеул встретился с южнокорейским коллегой Ханом Мин Ку и подписал «меморандум о взаимопонимании, касающийся совместных учений, обмена учебными материалами, обмена разведданными и оказания гуманитарной помощи». 21 апреля 2015 года МИД Республики Корея провело культурные мероприятия в Колумбии с целью укрепления дружеских отношений.

#### 2016 год
2 августа 2016 года Министерство торговли, промышленности и туризма Колумбии объявило, что оно официально заключило соглашение о свободной торговле (ССТ) с южнокорейской стороной. В свою очередь, министр промышленности Колумбии Мария Клаудиа Лакутюр подчеркнула важность соглашения для Колумбии, поскольку оно открывает отношения с Азией. 27 сентября 2016 года МИД Республики Корея выступило с заявлением, в котором поддержало подписание мирного соглашения между правительством Колумбии и Революционными вооружёнными силами Колумбии.

#### 2017 год
1 марта 2017 года замглава МИД Республики Корея Лим Сунг-Нам посетил Колумбию. В ходе своего визита он провёл встречу с замглавой МИД Колумбии Франсиско Эчеверри, стороны рассмотрели прогресс в двусторонних отношениях по всем направлениям.

#### 2018 год

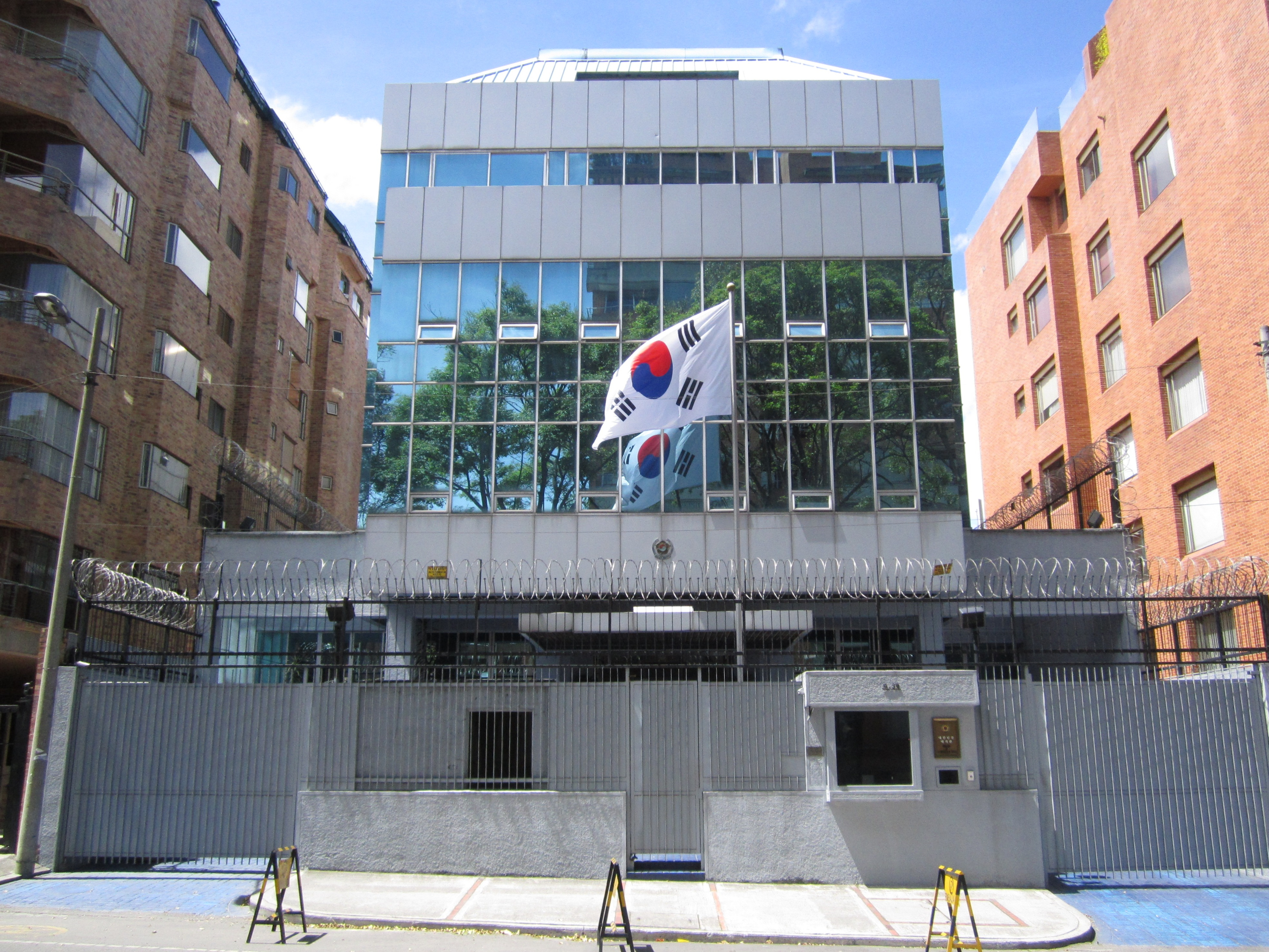
Южнокорейское посольство в столице Колумбии Боготе.

9 июля 2018 года посол Колумбии в Южной Корее Хуан Пабло Родригес Барраган дал интервью интернет-изданию «The Korea Post» в котором заявил, что «Колумбия — ворота Кореи на рынки Латинской Америки и „рай“ для корейского бизнеса». В июле 2018 года благодаря содействию авиакомпании Asiana Airlines, колумбийской армии, Министерства по делам патриотов и ветеранов войны Южной Кореи и 17-й пехотной дивизии южнокорейской армии был открыт мемориальный парк в память о павших колумбийцах в Корейской войне, также корейская сторона выразила поддержку желанию Колумбии присоединиться к Азиатско-Тихоокеанскому экономическому форуму.

#### 2019 год
7 мая 2019 года в рамках трёхдневного визита южнокорейского премьер-министра Ли Нак Ёна в колумбийскую столицу стороны договорились о расширении двустороннего сотрудничества в области информационных и коммуникационных технологий и строительства инфраструктуры. На пресс-конференции колумбийский президент заявил, что потенциал сотрудничества между странами очень огромен. В ответ Ли Нак Ён сказал, что Республика Корея «изучит способы поделиться своим опытом и технологиями с Колумбией». Стороны также договорились о расширении двустороннего сотрудничества в области строительства инфраструктуры. В июле 2019 года колумбийский посол в Южной Корее Хуан Карлос Кайса во время празднования двухсотлетия независимости призвал южнокорейскую сторону увеличить инвестиции в Колумбию.

#### 2020 год
2 апреля 2020 года президенты Южной Кореи и Колумбии провели телефонный разговор, в котором обсудили ситуацию с коронавирусом. Президент Южной Кореи Мун Чжэ Ин выразил соболезнования в связи с гибелью людей и резким ростом заболеваний коронавирусом. В свою очередь колумбийская сторона заявила, что заинтересована в покупке медицинского оборудования у южнокорейских компаний. В июне 2020 году колумбийский посол в Южной Корее Хуан Карлос Кайса Росеро заявил о запуске онлайн-выставки «Корейская война глазами колумбийского ветерана» в ознаменование 70-й годщины начала Корейской войны. 26 июня выступая на мемориальной церемонии в честь павших колумбийских солдат в Сеуле, посол Колумбии в Южной Корее Кейсар Розеро заявил, что «благодаря участию колумбийских солдат в „Корейской войне“ страны стали союзниками, а теперь и партнёрами в области новых технологий и в различных других областях двустороннего сотрудничества». В октябре 2020 года в Сеуле состоялась церемония передачи командованию ВМС Колумбии корвета класса «Поханг» PCC-768 «Иксан» из состава ВМС Кореи.

#### 2021 год
В марте 2021 года министр земледелия и сельского развития Колумбии, а также заместитель министра творчества и оранжевой экономики Колумбии прибыли в Южную Корею для участия в «Форуме цифрового сотрудничества „Korea-LAC“». 19 апреля 2021 года замминистра иностранных дел Южной Кореи провёл встречу с замглавой МИДа Колумбии, стороны обсудили пути расширения сотрудничества между Южной Кореей и Колумбией. В начале июня 2021 года «Корейская ассоциация международной торговли» и «Министерство малого и среднего бизнеса и стартапов Кореи» провели выставку косметики в боготском конференц-центре «CORFERIAS». По словам представителей администрации президента Южной Кореи, в период с 24 по 26 августа 2021 года президент Колумбии Иван Дуке посетит Сеул. Ожидается, что лидеры государств будут обсуждать разные пути укрепления сотрудничества в разных сфер. Также президенты обсудят способы расширения обменов накануне 60-летия установления дипломатических отношений между Колумбией и Южной Кореей, которое страны будут праздновать в 2022 году. 25 августа 2021 года министр окружающей среды Колумбии в интервью корейской ежедневной газете «The Korea Herald» заявил, что Колумбия хочет сотрудничать с Кореей в целях адаптации и смягчения последствий изменения климата, а также намеревается обсудить сотрудничество в области управления водными ресурсами, экономики замкнутого цикла и экологического образования на предстоящей конференции COP26 в Глазго, министр энергетики и горнодобывающей промышленности Колумбии пригласил корейские компании поучаствовать в двух крупных аукционах по возобновляемым источникам энергии, нефти и газа, а также заявил, что Колумбия надеется создать альянс с корейскими организациями, такими как H2 Korea, а также расширить свою приверженность устойчивому развитию, министр культуры Колумбии и министр культуры Республики Корея подписали меморандум о взаимопонимании по творческим отраслям, а министерство по делам патриотов и ветеранов Южной Кореи и министерство обороны Колумбии договорились о расширении сотрудничества и обменов в области дел с ветеранами. 26 августа 2021 года министр культуры Колумбии в интервью корейской газете «The Korea Times» заявила, что надеется на сотрудничество с Южной Кореей в творческих отраслях. 30 августа 2021 года южнокорейский банк «Eximbank» заявил о поддержки политики зелёного роста Колумбии и инвестировал 100 млн долларов США в рамках совместной кредитной программы с «Межамериканским банком развития».

## Экономические отношения
В 2020 году колумбийский импорт товаров из Южной Кореи составил 676.38 тыс. долларов США, а колумбийский экспорт в Южную Корею составил 591.99 млн долларов США.

## Спорт

### Футбол
Сборная Колумбии встречалась со сборной Республики Корея 7 раз из них, 1 победа сборной Колумбии (2:1), 2 ничьи (2:2);(0:0) и 4 победы сборной Республики Корея (1:0); (4:1); (2:1); (2:1). Последний раз команды встречались 26 марта 2019 года в Сеуле.

## Дипломатические представительства
- Колумбия имеет посольство в Сеуле[1][2].
- Южная Корея имеет посольство в Боготе[5][60]